# دوریوا (بازیکن فوتبال)
دوریوا (به پرتغالی: Dorival Guidoni Jr.) هافبک اهل برزیل است که در شهر Nhandeara و در تاریخ ۲۸ مهٔ ۱۹۷۲ به دنیا آمده‌است.
دوریوا در تیم‌های فوتبال سائوپائولو ،XV de Piracicaba،اتلتیکو مینیرو،پورتو، سمپدوریا و سلتاویگو سابقهٔ حضور دارد. این بازیکن همچنین در سال، ۱۹۹۵ – ۱۹۹۸ برای، تیم ملی فوتبال برزیل به میدان رفته‌است